# Eremiaphila rectangulata
Eremiaphila rectangulata es una especie de mantis de la familia Eremiaphilidae.

## Distribución geográfica
Se encuentra en Senegal.